# Ernst Ulrich Buff
Ernst Ulrich Buff (* 17. April 1873 in Sitterdorf; † 4. April 1931 in Hansa-Humboldt (Brasilien); heimatberechtigt in Trogen) war ein Schweizer Kaufmann und Lebensreformer.

## Leben
Ernst Ulrich Buff war ein Sohn von Ernst Jakob Buff. Im Jahr 1896 heiratete er Ida Merz, Tochter von Johann Jakob Merz, Schmied. Ernst Ulrich Buff machte eine Ausbildung als Stickereikaufmann und war von 1899 bis 1908 Teilhaber der väterlichen Firma, die er 1915 übernahm. Die Firma wurde 1922 bis 1928 liquidiert. Von 1905 bis 1908 war er Gemeinderat in Herisau.
1907/1908 liess er in Herisau die Villa Nieschberg (auch Villa Buff) vom Kölner Architekten H. Grunwald als lebensreformerischer und idealtypischer Gesundheitsbau nach baubiologischen Prinzipien mit einem Turm, einer Windmühle sowie Terrassen für Sonnen- und Luftbäder erbauen. Zu dieser Zeit stand er in Kontakt mit der Tessiner Monte-Verità-Bewegung. Er lebte fortan streng vegetarisch nach der von ihm verfassten Lebensschule Erdenglück. Als Autor diverser Schriften versuchte er seine Ideale zu verbreiten. Im Jahr 1924 gründete er die 4-L-Stiftung "Lerne länger leidlos leben". Buff gründete zudem die Lebensschule Sorgenfrei. Auch gehen die Entstehung des Naturheilvereins Herisau und des Vereins für Volkswohl Herisau auf seine Initiativen zurück. Er gehörte dem Freimaurer-Zirkel Säntis an.
Nach 1920 geriet der bislang areligiöse Buff zunehmend in den Bann seines christlich-fundamentalistischen Schwiegersohns. Die lässt sich im Wandel seiner Spottnamen von "Barefödlebuff" zu "barfüssiger Heiland" ablesen. Seine 1926 erfolgte Bevormundung bewog ihn zur Auswanderung und zum Kauf der Urwaldsiedlung "Klein-Paul" im brasilianischen Hansa Humbold.
In den 1930er Jahren wurde die Villa Nieschberg  als Naturheilanstalt geführt. Seit 1972 beherbergt der Bau das Wiedereingliederungsheim für Drogengefährdete Best Hope. Im Zuge von Reparaturen wurde 1977 der Turm um ungefähr die Hälfte gestutzt.

## Veröffentlichung
- Universalgesetz. Vortrag aus der "Lebensschule Sorgenfrei" Wilen-Herisau. "4 L" Versand, 1908.
- Lebe dich gesund an Körper und Geist, 1909.